# Lobellini
Tribu
Les Lobellini sont une tribu de collemboles de la famille des Neanuridae.

## Liste des genres
Selon Checklist of the Collembola of the World (version du 4 novembre 2019) :
- Cassagnaua Özdikmen, 2009
- Coecoloba Yosii, 1956
- Coreanura Deharveng & Weiner, 1984
- Crossodonthina Yosii, 1954
- Deuterobella Yoshii & Suhardjno, 1992
- Hemilobella Deharveng & Greenslade, 1992
- Hyperlobella Cassagnau, 1988
- Lobella Börner, 1906
- Lobellina Yosii, 1956
- Paralobella Cassagnau & Deharveng, 1984
- Propeanura Yosii, 1956
- Riozura Cassagnau, 1983
- Sphaeronura Cassagnau, 1983
- Sulobella Deharveng & Suhardjono, 2000
- Telobella Cassagnau, 1983
- Yosialina Salmon, 1964
- Yuukianura Yosii, 1955

## Publication originale
- Cassagnau, 1983 : Un nouveau modèle phylogénétique chez les collemboles Neanurinae. Nouvelle Revue d'Entomologie, vol. 13, no 1, p. 3-27.